# Албат
Алба́т (крим. Albat, в 1945—2023 роках — Куйбишеве) — селище в Україні, в Бахчисарайському районі Автономної Республіки Крим, центр Куйбишевської селищної ради.
За однією з версій, назва походить від самоназви одного з племен кереїтів, за іншою є особистим ім’ям.

## Географічне розташування
Селище Албат знаходиться на берегах річки Бельбек в південно-західному Криму.
Розташоване на півдні АР Крим, за 20 км від райцентру (автошлях Т 0117, і за 11 км від залізничної станції в Сирень, а також за 52 км від республіканського центру — міста Сімферополь.
Селище має автобусний зв'язок із республіканським і районним центрами, Севастополем.

## Населення
Населення — 2,6 тисячі осіб, із яких 48 % — росіяни, 30 % — українці, 19,5 % — кримські татари та інші.

## Археологія
Бельбецьку долину поблизу Албату було заселено понад 15 тис. років тому.
Біля села Танкового досліджено два поселення: в одному з гротів (Сюрень І) — епохи пізнього палеоліту, в іншому (Сюрень II) — мезолітичне.
Виявлено також поселення і могильник таврів, що мешкали тут у І тисячолітті до н. е.

## Історія

### Середньовіччя
Неподалік населених пунктів Високого, Малого Садового відомі три середньовічні поселення, 2 могильники та 2 замки. Один з них — напівзруйнована Сюреньська фортеця — й досі стоїть на високій скелі поблизу села Малого Садового. Оборонна стіна та кругла башта споруджені не пізніше VIII ст. До фортеці прилягає монастир Челтер-Коба, збудований у IX столітті.

### Мангуп
За 8 км від Албату збереглися руїни печерного міста Мангупа (в V—XV ст.— Феодоро). В XIII—XV ст. Феодоро — центр феодального князівства. Він був добре укріпленим ремісничим і торговим містом. Населення його складалося
переважно з огречених сарматів і аланів, що раніше змішалися з нащадками таврів, скіфів та інших народностей. В князівстві жили також греки, караїми, вірмени.
Після монголо-татарської навали князівство довго зберігало свою внутрішню цілісність. Воно було відоме далеко за межами Криму і мало зв'язки з Московською державою, Молдавією. В XV ст. частина територій на узбережжі в районі Алушти належала мангупським князям, які вели успішну боротьбу з генуезцями за вихід до моря. Лише в 1475 році Мангупське князівство припинило своє існування після взяття турками фортеці Феодоро. Завойовники зруйнували та пограбували місто, розорили й спустошили його сільську округу в Бельбецькій та інших долинах. Більшість мешканців Феодоро вони перебили, а ті, що залишилися живими, стали їх рабами. Після падіння фортеці територією Мангупського князівства володіли турецькі султани.
Місцеві жителі віддавна займалися хліборобством, садівництвом, виноградарством та городництвом. Про це свідчать виявлені під час розкопок Сюйреньської фортеці та міста Мангупа зернові та господарчі ями, численні давильні винограду, місткість яких досягала 3 куб. метрів. Деякі з них були вирубані в скелях. Під сади та городи використовувалися лісові вирубки — чаїри, залишки яких вчені знаходять у верхів'ях Бельбека і в наш час. У цій місцевості і дотепер зустрічаються здичавілі виноградні лози.

### Албат
Час виникнення села Албат у Бельбецькій долині точно не відомий. У XVIII ст., до анексії Криму Російською імперією, в Албаті мешкали християни (православні), а також мусульмани. 1778 року з Албата до Приазов'я виїхало 113 чоловік (християн), які залишили безлюдними 19 дворів.
У 1805 році в селищі проживало 227 жителів. Фруктові сади, виноградники, тютюнові плантації належали поміщикам, купцям і духовенству.
За переписом 1897 року кількість мешканців становила 593 осіб (333 чоловічої статі та 260 — жіночої), з яких 86 — православної віри, 505 — магометанської.

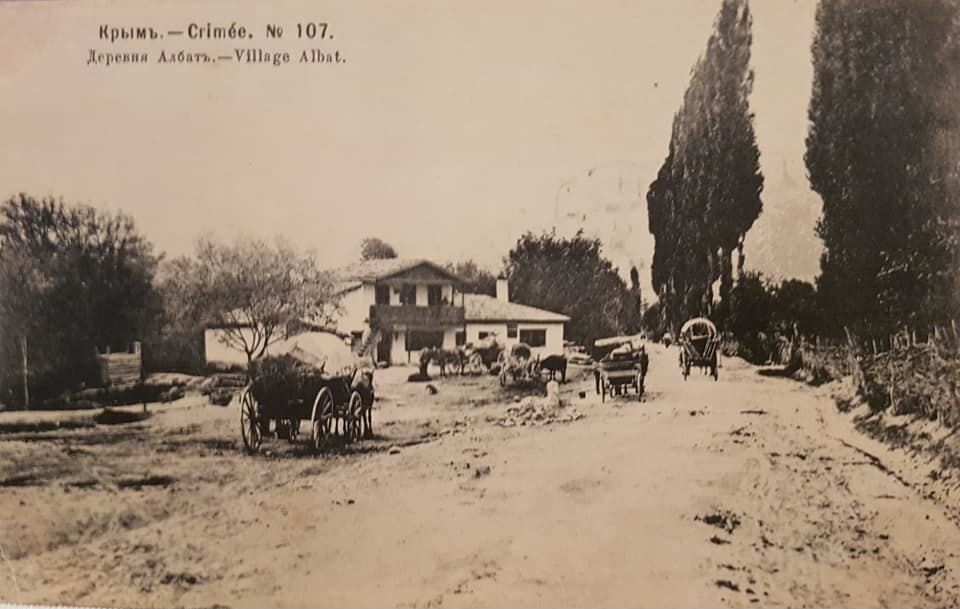
Албат, близько 1900 року.
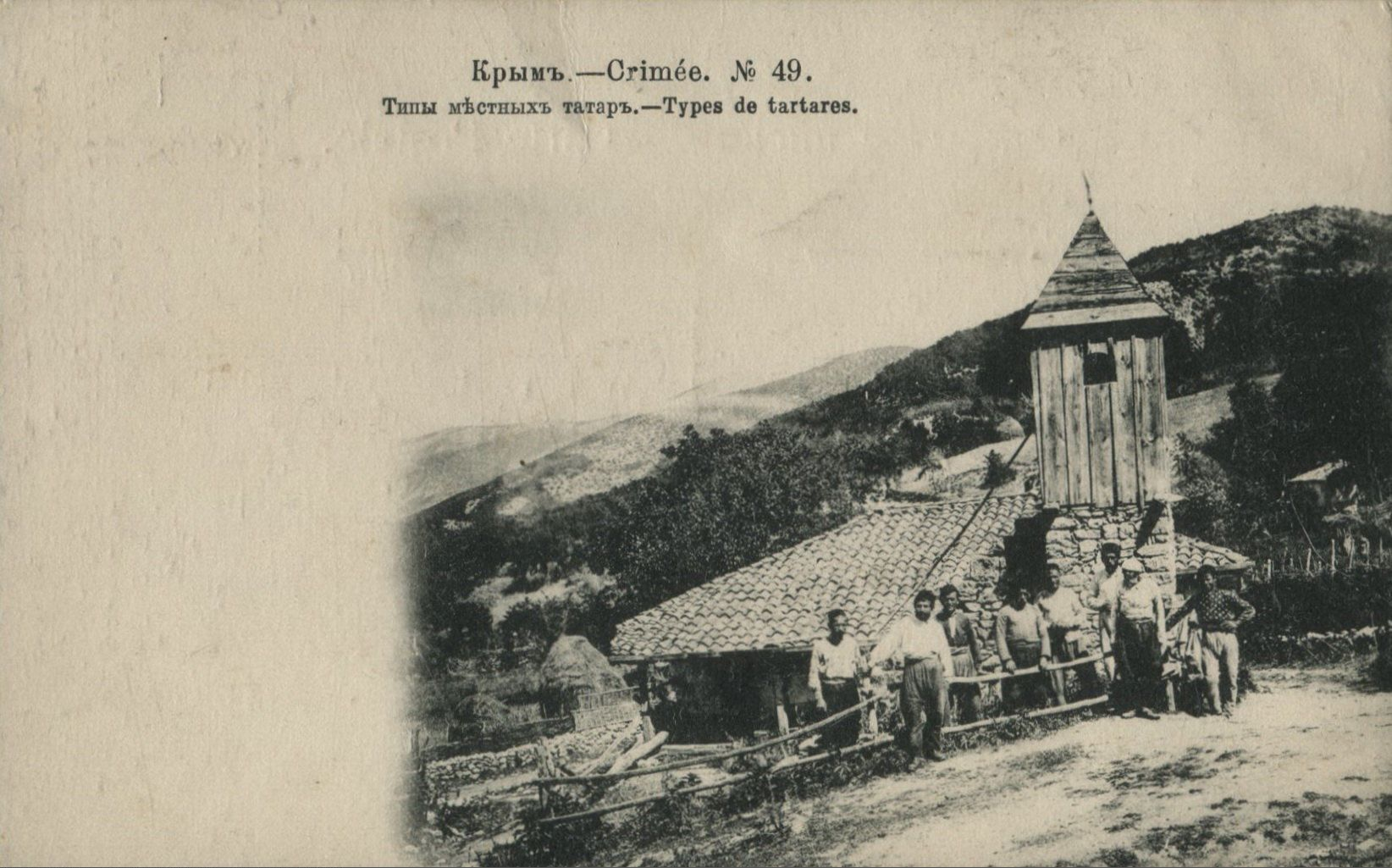
Албат, мечеть, 1900 рік.

У січні 1918 року тут вперше встановлена радянська влада.
У 1921 році — була створена трудова артіль.
У 1929 році — організований колгосп, відкрита лікарня і фельдшерський пункт.
У 1941–1944 роках селище було окуповане німецько-румунськими військами.
З 1960 році Албат (тоді Куйбишеве) отримало статус селища міського типу.
Селище внесено до переліку населених пунктів, які потрібно перейменувати згідно із законом «Про засудження комуністичного та націонал-соціалістичного (нацистського) тоталітарних режимів в Україні та заборону пропаганди їхньої символіки».
Згідно з Постановою Верховної Ради України № 1352-VIII від 12 травня 2016 року селищу міського типу Куйбишевому Бахчисарайського району буде повернуто історичну назву Албат. Постанова набрала чинности у 2023 році.

## Економіка
Нині в селищі діють ліспромгосп, промислова ділянка, хлібозавод, тракторний стан, консервний завод, заготовча контора.

## Соціальна сфера

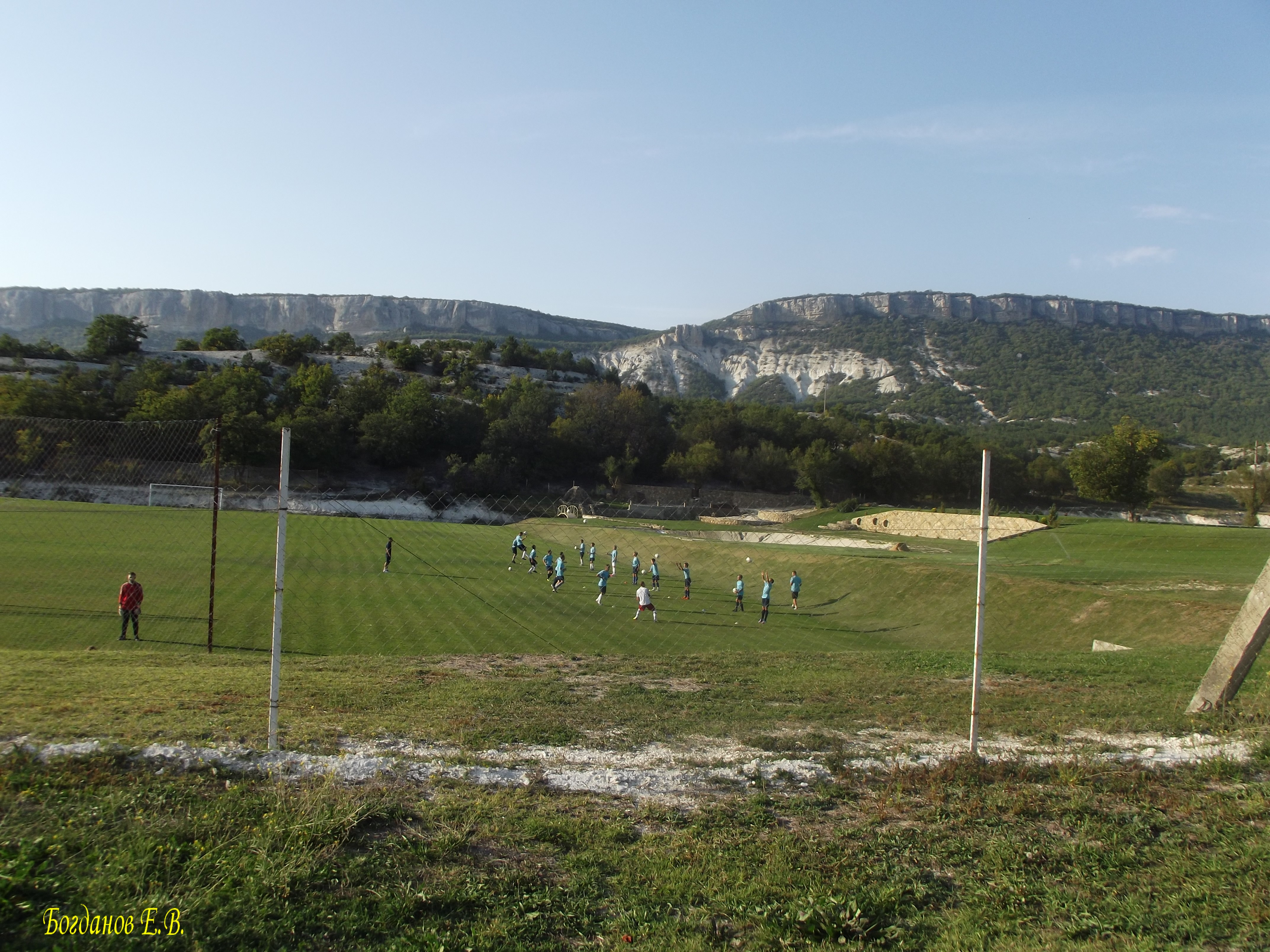
Стадіон «Інкомспорт»

Загальноосвітня школа, палац культури, 2 бібліотеки, музична школа, ізостудія, лікарня, аптека, спортивний комплекс, спортивна секція, телеграф, пошта.
Відомі творчі колективи: народний хор, танцювальний ансамбль «Лебідка», оркестр народних інструментів, народний фольклорний ансамбль «Проводи».
У селищі діє православна церква, будується мечеть Албат Джамісі.
На території селища встановлений пам'ятник льотчику М. Хрустальову, пам'ятник воїнам, що загинули у роки Другої світової війни (44°37′20″ пн. ш. 33°52′33″ сх. д. / 44.62222° пн. ш. 33.87583° сх. д.), пам'ятник В. Куйбишеву.

## Пам'ятки
За 5,5 км на південь від селища знаходиться печерне місто Мангуп. За 2 км розташовані Сюйренська фортеця і монастир Челтер-Коба. Поблизу села розташований ботанічний заказник місцевого значення Бельбекський тисовий гай.

## Персоналії
Уродженцями Албату є:
- художник В. Папій;
- поетеса Гусельникова Людмила Феоктистівна